# Kylmäkoski

Wappen der ehemaligen Gemeinde Kylmäkoski

Kylmäkoski [ˈkylmækɔski] ist eine ehemalige Gemeinde in der Landschaft Pirkanmaa im Westen Finnlands. Anfang 2011 wurde sie in die Stadt Akaa eingemeindet.
Kylmäkoski liegt im Süden der Landschaft Pirkanmaa. Das Kirchdorf Kylmäkoski ist neben Toijala und Viiala eines von drei Siedlungszentren (taajama) von Akaa. Es liegt an der Staatsstraße 9 neun Kilometer südlich von Viiala und 14 Kilometer westlich von Toijala am Fluss Tarpianjoki. Im Gegensatz zu den Industrieorten Toijala und Viiala ist das Gebiet von Kylmäkoski eher ländlich geprägt. Das ehemalige Gemeindegebiet von Kylmäkoski hat eine Fläche von 199,7 Quadratkilometern (davon 8,8 Quadratkilometer Binnengewässer). Die Einwohnerzahl der Gemeinde betrug zuletzt 2.608. Die Gemeinde Kylmäkoski war einsprachig finnischsprachig.
Das ursprünglich zum Kirchspiel Akaa gehörige Kylmäkoski erhielt 1666 ein eigenes Bethaus. Die politische Gemeinde Kylmäkoski entstand 1895 durch Loslösung aus Akaa. Anfang 2011 wurde Kylmäkoski wiederum in die Stadt Akaa eingemeindet. Die aus rotem Backstein erbaute Kirche von Kylmäkoski stammt aus dem Jahr 1900.
Das Wappen von Kylmäkoski wurde vom Heraldiker Kaj Kajander gezeichnet und 1965 angenommen. Seit der Eingemeindung nach Akaa dient es nur noch als inoffizielles Ortswappen. Die Blasonierung lautet: Das Silber und Rot durch Wellenschnitt geteilte Wappen zeigt unten eine silberne Schneeflocke im Tannenschnitt. Das sprechende Wappen verweist auf den Ortsnamen Kylmäkoski, der wörtlich übersetzt „kalte Stromschnelle“ bedeutet.

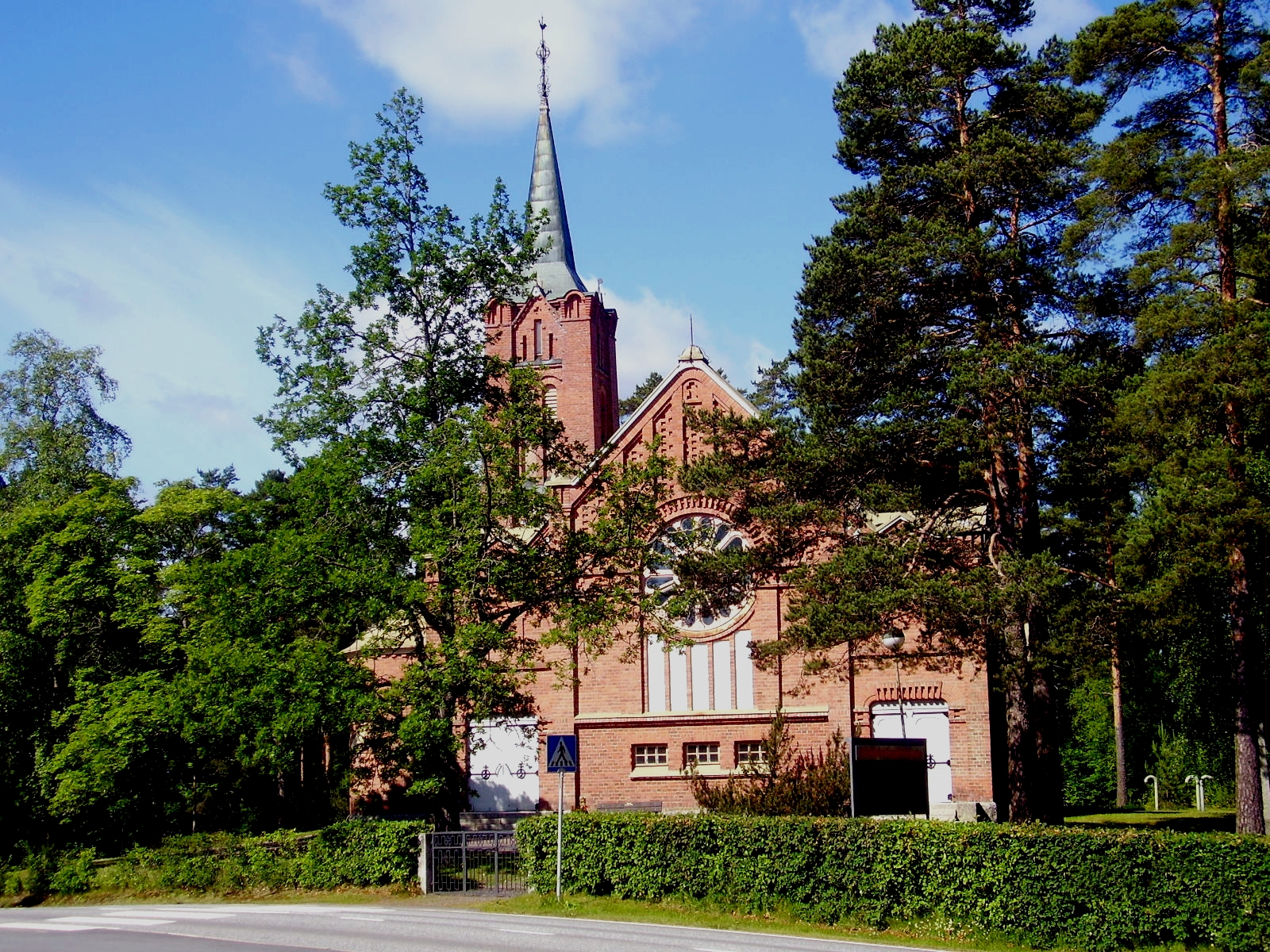
Kirche von Kylmäkoski